# Martín (Granada)
Martín (también llamada popularmente El Martín) es una localidad y pedanía española perteneciente al municipio de Castril, en la provincia de Granada, comunidad autónoma de Andalucía. Está situada en la parte occidental de la comarca de Huéscar. A tan sólo cuatrocientos metros del embalse de El Portillo, cerca de esta localidad se encuentran los núcleos de Cuquillo, Puentezuela, Solana y Fátima.